# Abbans-Dessous
Abbans-Dessous è un comune francese di 242 abitanti situato nel dipartimento del Doubs nella regione della Borgogna-Franca Contea.

## Società

### Evoluzione demografica
Abitanti censiti